# マリア (クロパの妻)

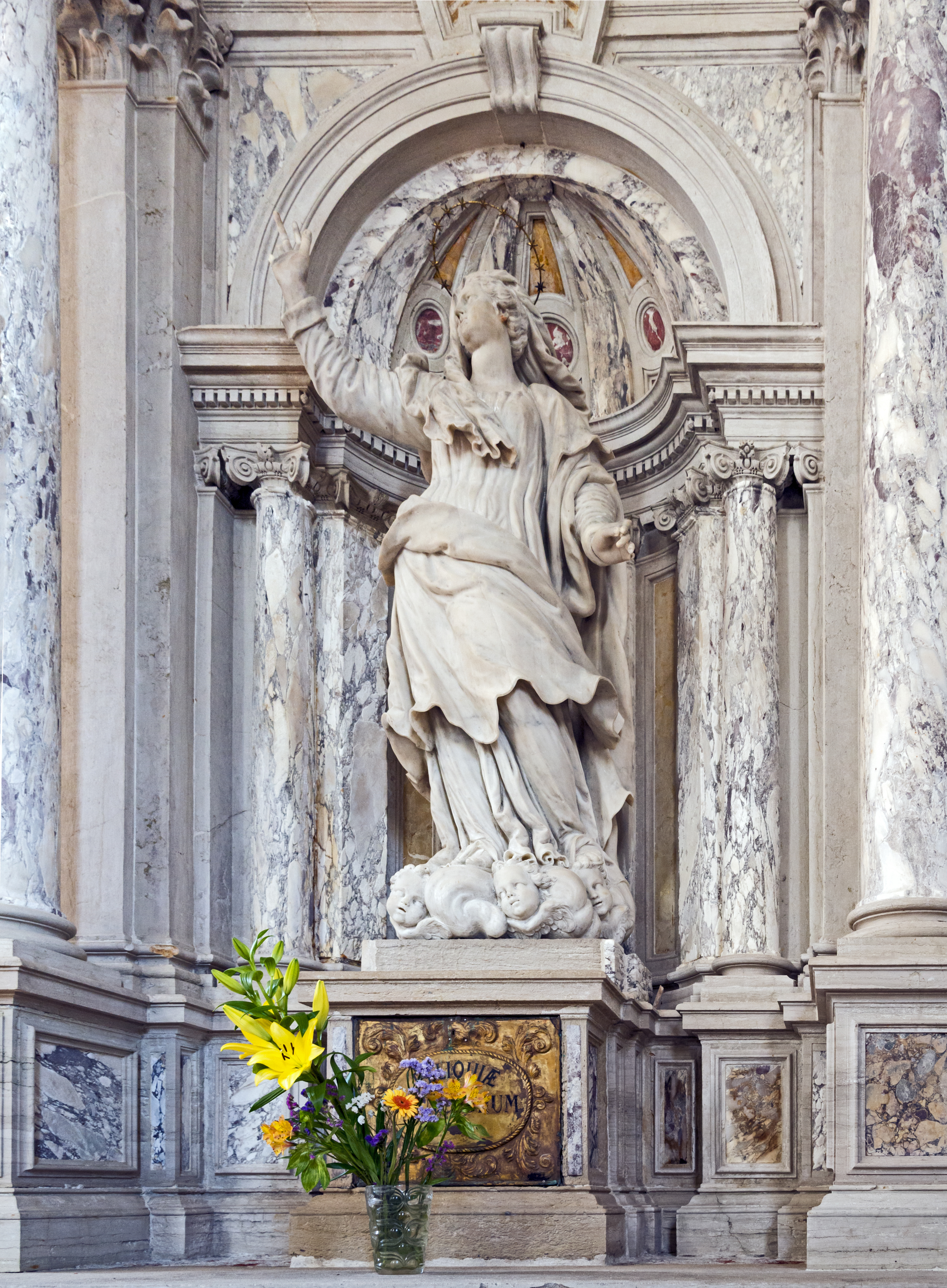
マリア (クロパの妻) - ヴェネツィア

クロパの妻マリアは新約聖書の内、『ヨハネによる福音書』<19章25節>でイエスの磔刑を見守る場面に登場する女性たちの一人。『マルコによる福音書』<15章40節>に登場する小ヤコブとヨセの母マリアと同一人物であるとする説もある。

## 聖書本文からの引用
「クロパの妻マリア」は「イエスの母マリアの姉妹」であるとする説もあるが、福音書の版により「クロパの妻マリア」と「イエスの母マリアの姉妹」とを別人と読むこともできる。